# 닥터심슨
닥터심슨(Dr.Simpson, 본명 최찬영, 1988년 8월 10일 ~ )는 대한민국의 뮤지션 겸 음반 제작자이다.

## 생애 및 경력

### 음악활동
닥터심슨(Dr.Simpson, 본명 최찬영, 1988년 8월 10일 ~ )는 대한민국의 뮤지션 겸 음반 제작자이다.
1988년 대구에서 태어난 그는, 사춘기 때부터 음악에 대해 관심을 쏟게 되었다. 민족사관고등학교 진학 후 밴드와 힙합동아리를 조직하기도 했던 그는, 2006년부터 인디음악사이트 밀림닷컴에 직접 만든 리메이크 곡들을 업로드하면서 점점 힙합에 몰두하게 되었다. 2007년 민족사관고등학교를 진학, 졸업 이후 펜실베니아 주립 대학교를 다니다가 현재 휴학중이다.
2011년 7월 데뷔곡으로 유명 음원사이트에서 힙합순위 50위권 안에 들며 뮤지션으로서의 산뜻한 시작을 알렸다. 11월 말엔 노리플라이 튠 그리고 슈퍼스타K4 참가자 김정환 일병(에디킴), 러브시티와 함께 작업한 [린온미(Lean on me)]를 히트시키며 이름을 알렸다. 린온미는 포털사이트 네티즌들에게 '크리스마스에 가장 잘 어울리는 노래'로 뽑히며 음원 베스트 동영상 1위를 차지하기도 하였다.
2012년 2월, 지금까지 발매해 온 앨범과는 사뭇 다른 멜로디 랩곡인 [왜 이러는 건데]를 발매하였다. 해당 앨범은 티저 공개 후 포털사이트에서 수십 만 조회수를 기록하며 화제를 모았다.
2012년 8월에는 힙합 씬의 안방마님이라 불리는 ‘레이디 제인’의 피처링이 가미된 ‘더 Lean on me’를 담은 [Clinic 12.5%]를 발매하였다. 이 곡은 기존의 'Lean on me'를 리메이크한 곡으로, 닥터심슨의 담백한 랩과 레이디제인의 사랑스런 목소리가 어우러지는 것이 특징이다. 닥터심슨은 당시 데뷔 1년차 랩퍼로서는 일반 가수들과 달리 자신만의 ‘달콤한 힙합’을 꿋꿋이 선보이며 홍대 인디씬 그리고 대중음악씬의 이목을 집중시켰다. 뒤이어 슈퍼스타K4로 상종가를 달린 김일병 에디킴과의 '스케치', 그리고 대학가요제 금상출신의 싱어송라이터 이찬과 상수동 음악공장의 러브시티가 작업을 도운 솔로곡 '이리도'가 담긴 [Almost Clinic 37.5%]를 발매하였다. 이후 계속 발매되는 앨범들로 구성될 정규앨범 [The Clinic]이 발매 예정임을 알렸다.
2013년 1월 라디오와 잡지 인터뷰만을 통해 대중들과 만나오던 그는 정규 [The Clinic]이전 EP [Nearly Clinic]을 발매하였다. 총 6트랙으로 구성된 해당 EP 타이틀 곡 중 한곡인 'The Reason'을 CD Only Track으로 지정하며 발매하였고, Hiphop Crew OVC 소속 프로듀서/보컬 Kjun과 함께 부른 다른 한곡 '목도리 하지마'를 디지털 앨범 타이틀곡으로 선정하여 활동하였다. 이후 밴드 재즈힙합곡으로 섬세한 감정선의 변화를 담아낸 싱글앨범 [Handcream]을 발매하였으며, TVN 드라마 아홉수소년 OST로 쓰인 [머리 어깨 발 무릎 너의 입술] 등을 세상에 선보이고는 육군 현역으로 군입대를 하였다. 5사단 군악대로 복무 중 입대 전 작업물들을 모은 첫 정규앨범 [Comma]를 Part1과 Part2로 나누어 발매하였다. 특히 Part1 앨범 타이틀곡 '말이 안 나와'는 랩퍼임에도 불구하고 힙합씬 보다 인디음악씬에서 반향을 일으키며 여성 팬들의 강력한 지지를 받았다.
2014년 7월엔 힙합크루 Overclass, Salon01 소속으로 인정 받는 프로듀서/랩퍼 제이에이와 함께 작업한 싱글앨범 [기분탓]을 발매했으며, 곧이어 홀로 보컬과 랩퍼를 겸하며 작업된 앨범 [마지막 담배]를 선보였다. 감성인디-힙합의 선두주자이자 랩퍼-송라이터로서 자신의 다짐을 담아낸 곡인 [마지막 담배]는 웹툰 '복학왕'에 BGM으로 사용되며 다시 한 번 회자가 되었다.
전역 이후, 군복무 기간 동안 많은 사랑을 준 여성 팬들에게 다시 사랑을 돌려주고자 '한국유방건강재단'과 [Monthly DearMuse #PinkRibbon]프로젝트를 기획하여 진행하기로 하고, 싱어-송라이터 그_냥과 '예뻐보여'를 타이틀곡으로 한 [#DearMuse #201507_08 #PinkRibbon]을 발매하였으며, 핑크리본 캠페인 일반인 홍보대사 핑크제너레이션의 멘토로 캠페인에 동참하였다. 이후 타린 (바닐라어쿠스틱), 준모 (프로젝트슈즈), 루시아(심규선), 뷰티핸섬 등이 이 프로젝트에 참여하여 앨범발매를 이어가고 있다.
2015년 8월에는 홍대 레진코믹스 브이홀에서 첫 단독콘서트 [그 여름을 담다, 닮다]를 개최하였다. 싱어송라이터 '그_냥', 자람프로젝트 소속 래퍼제이에이(JA), 힙합 크루'개화산' 출신 지엘브이(GLV), 작곡가겸 가수 마티(Mathi) 등이 특별 게스트로 등장해 뜨거운 공연 열기를 이끌었다. 아울러 콘서트 수익금의 일부를 한국유방건강재단의 모금을 통한 저소득층 유방암 환우들을 위해 쓰기로 하며 의미가 짙은 첫 콘서트를 마쳤다.
2016년 5월 19일 닥터심슨의 평소 음악적 취향을 담아낸 'Ms.Dictionary'와 'Once You Smile'이 수록된 신보 [Gentle Fidelity #1]을 발매했다. 11월엔 가을 감성을 담아낸 앨범 [Gentle Fidelity #2]를 발매했다. 오랜 연인의 편안함을 담아낸 곡 ‘있잖아’로 감성힙합의 면모를 과시했다.
2017년 3월 13일 감성 저격 시리즈 EP [Gentle Fidility]의 세 번째 싱글 컷 'The Letter (remastered)', '새벽‘이 담긴 [Gentle Fidelity #3]를 발표하며 음반 제작자, 월간지 편집장, 사업가(CEO)등 다양한 역할로 바쁜 나날을 보내는 가운데서도 진심을 담은 음악으로 뮤지션으로서 입지를 다져가고 있다.

### 방송활동
닥터심슨은 [Gentle Fidelity #1] 발매 이후, 2016년 6월 5일 tvn <문제적 남자>에 출연하며 민사고 출신에 세계적인 명문대 출신, 억대 SAT 스타강사에 대학교수란 타이틀을 안고 新‘ 뇌섹남’이란 별칭을 얻었다. 방송에서 닥터심슨은 민사고 당시 쓴 논문과 함께 성적표를 공개하기도 했는데, 정보올림피아드를 석권한 이력과 다양한 수상경력에다 전통음악을 이수한 이력까지 보유하고 있어 다방면의 능통자라는 면모를 각인시킨 바 있다.
2016년 6월 25일, tvN 예능 프로그램 <SNL 코리아 시즌7> 마지막 호스트 이경규 편에 게스트로 출연했다. 1992년 영화 '복수혈전'의 이경규가 디지털숏으로 다시 만든 '복수혈전 2'에서 활약하며 감초 역할을 더했다.
닥터심슨은 2017년 1월 28일 설특집 파일럿 프로그램으로 방송된 JTBC <어머님이 누구니>에 출연해 '최종 남편감'으로 선정됐다. 강지영 아나운서가 시어머니 후보들을 보고 남편감을 고르는 프로그램이다. 1라운드와 2라운드를 거쳐 닥터심슨은 가장 진정성이 느껴진 후보로 꼽혀 화제를 모았다.
닥터심슨은 2016년 10월 18일부터 11월 8일까지 XTM 신규 과학 예능프로그램 <F학점 공대형>의 MC로 출연했다. 프로그래밍, 이론, 조립, 정비 등 각자의 지식과 기술을 총동원해 만든 ‘공대형 머신’의 도움을 받아 낚시, 골프, 당구 등 각 분야별 절대 고수들과 승부를 펼치는 프로그램으로, 닥터심슨은 펜실베니아주립대 공대 출신으로 외모는 물론 훈훈한 두뇌까지 뽐냈다.
2017년 8월 22일 MBC every1 <비디오스타> 청춘멘토 특집'사고 쳐야 청춘! 니, 마이웨이'편에 뮤지션이자 기획사 대표-프로듀서, 광고 기획자, 방송인으로 출연하였다. 최근 자신이 설립자이자 소속 가수로 활동하는 '닥터심슨 컴퍼니'와 소속 아티스트 '그_냥', '전범선과 양반들'의 앨범 제작, 뮤지션 '헤이즈' 앨범 프로모션, 슈퍼셀, 마이크로소프트, 아모레퍼시픽 등 아트 마케팅 기획 등 다양한 활동의 비하인드 스토리를 거침없이 쏟아내 화제를 모았다.

### 사업경영
2015년 6월 육군 현역 만기전역 직후 광고대행사 디어뮤즈먼츠와 음악레이블 닥터심슨 컴퍼니를 설립하였다. 그_냥(J_ust)과 밴드 전범선과 양반들 을 매니지먼트하는 매니지먼트사를 운영하며 제작을 병행하고 있다. 
닥터심슨은 국내 최초이자 유일한 플라이어팩 형태의 무가지인 <돈패닉서울>의 발행인이다. 영국 브리스톨에서 시작된 <돈패닉서울>은 음악, 예술, 패션, 이벤트 등 동시대의 문화를 소개하는 종합 컬처 매거진으로 5,000부가 전국 150여개 문화 로컬스팟에 배포되고 있다.
2022년 5월 약 60개 음악레이블이 모여있는 사단법인 한국음악레이블산업협회의 최연소 이사로 선출되어 문화체육관광부, 한국콘텐츠진흥원과 함께 '대중음악 공연 분야 인력지원 사업'을 시행하는 등 대중음악계 발전 및 지원에 힘쓰고 있다.

### 프로듀싱
- 2011.11 <Lean on me> with 에디킴
- 2015.09 루시아(심규선) #DearMuse #201510A #PinkRibbon
- 2015.10 뷰티핸섬 #DearMuse #201510B #PinkRibbon
- 2015.12 폴킴 #Dearmuse #201512 #PinkRibbon
- 2016.02 그_냥 첫 EP <다른 밤>
- 2016.03 전범선과 양반들 2집 <혁명가>
- 2016.04 그_냥 싱글 <달달해>
- 2016.05 닥터심슨 싱글 <Gentle fidelity #1>
- 2016.06 그_냥X윤딴딴 싱글 <여름꽃>
- 2016.08 그_냥 싱글 <하_나, 첫 번째>
- 2016.10 그_냥 싱글 <하_나, 두 번째>
- 2016.12 그_냥 싱글 <하_나, 세 번째>
- 2017.04 그_냥 싱글 <하_나, 네 번째>
- 2017.06 그_냥 정규 <하_나>
- 2017.08 그_냥 <연애혁명 OST Part.1>
- 2017.08 BTOB 이창섭 <내 사람친구의 연애 OST Part.1>
- 2017.08 그_냥 <내 사람친구의 연애 OST Part.2>

## 디스코그래피
- 2011년 11월 29일 싱글 Lean on me
- 2012년 2월 13일 싱글 왜 이러는 건데(Why we do this)
- 2012년 8월 27일 싱글 Clinic 12.5% with 레이디제인
- 2012년 9월 28일 싱글 Almost Clinic 37.5%
- 2012년 11월 8일 Melon의 기획 라이브앨범 오프더레코드 길에서 음악을 만나다 - 닥터심슨
- 2013년 1월 16일 EP Nearly Clinic
- 2013년 7월 30일 싱글 Handcream
- 2013년 9월 3일 싱글 머리 어깨 발 무릎 너의 입술
- 2013년 11월 5일 정규 Comma, Part I
- 2013년 11월 18일 정규 Comma, Part II
- 2014년 7월 31일 싱글 기분 탓
- 2014년 12월 30일 싱글 마지막 담배
- 2015년 7월 23일 EP #DearMuse #201507_08 #PinkRibbon with 그_냥(J_ust)
- 2016년 5월 16일 싱글 Gentle Fidelity #1
- 2016년 11월 2일 싱글 Gentle Fidelity #2
- 2017년 3월 13일 싱글 Gentle Fidelity #3

## 학력
- 민족사관고등학교 졸업
- 서강대학교 컴퓨터공학과 (자퇴)
- 펜실베니아 주립 대학교 Computer Science major (휴학)